# Ernest I (książę Brunszwiku-Grubenhagen)
Ernest I (ur. 1297/1305 r., zm. 1361 r.) – wspólnie z braćmi książę Brunszwiku-Grubenhagen od 1322 r. z dynastii Welfów.

## Życiorys
Ernest był jednym z synów pierwszego księcia Brunszwiku-Grubenhagen Henryka I Dziwaka i Agnieszki, córki landgrafa Turyngii, margrabiego Miśni i palatyna saskiego Albrechta II Wyrodnego z dynastii askańskiej. Wraz z braćmi: Henrykiem II, Wilhelmem oraz Janem (ten już w 1325 r. poświęcił się karierze duchownej) objął po śmierci ojca w 1322 r. rządy w księstwie Brunszwiku-Grubenhagen.
Był żonaty z Adelajdą z rodu hrabiów Everstein-Polle, z którą miał liczne dzieci, w tym swego następcę Albrechta I, córkę Adelajdę, która poślubiła księcia słupskiego Bogusława V oraz Ernesta, opata Korbei. Albrecht został po śmierci Ernesta jedynym władcą księstwa Grubenhagen – synowie starszego brata Erneta, Henryka, nie objęli dziedzictwa ojca, które ten rozprzedał, a drugi z braci Ernesta Wilhelm zmarł bezpotomnie w 1360 r.